# Condado de St. Clair (Michigan)
O Condado de St. Clair é um dos 88 condados do estado americano de Michigan. A sede do condado é Port Huron, e sua maior cidade é Port Huron. O condado possui uma área de 2,167 km² (dos quais 291 km² estão cobertos por água), uma população de 164 235 habitantes, e uma densidade populacional de 88 hab/km² (segundo o censo nacional de 2000).